# Amphicnaeia lepida
Amphicnaeia lepida är en skalbaggsart som beskrevs av Julius Melzer 1933. Amphicnaeia lepida ingår i släktet Amphicnaeia och familjen långhorningar.
Artens utbredningsområde är Costa Rica. Inga underarter finns listade i Catalogue of Life.